# AICC
Aviation Industry Computer-Based Training Committee (AICC) — международная ассоциация, объединяющая профессионалов в сфере обучения, основанного на компьютерных технологиях. AICC разрабатывает для отрасли авиации инструкции по разработке, доставке и оценке т. н. Computer-Based training (CBT) и Web-based training (WBT) и прочих близких технологий обучения.
Спецификации AICC обычно разрабатываются не только для авиации, а применимы для более широкого круга технологий. Таким образом, разработчики технологий для дистанционного обучения имеют большее число потенциальных клиентов, поэтому они могут продавать продукты (нужные авиации) по более низкой цене. Использование такой стратегии привело к тому, что спецификации AICC одобрены и широко используются в равной мере как в сфере авиации, так и в других сферах, не имеющих к ней отношения.